# Martha Freud

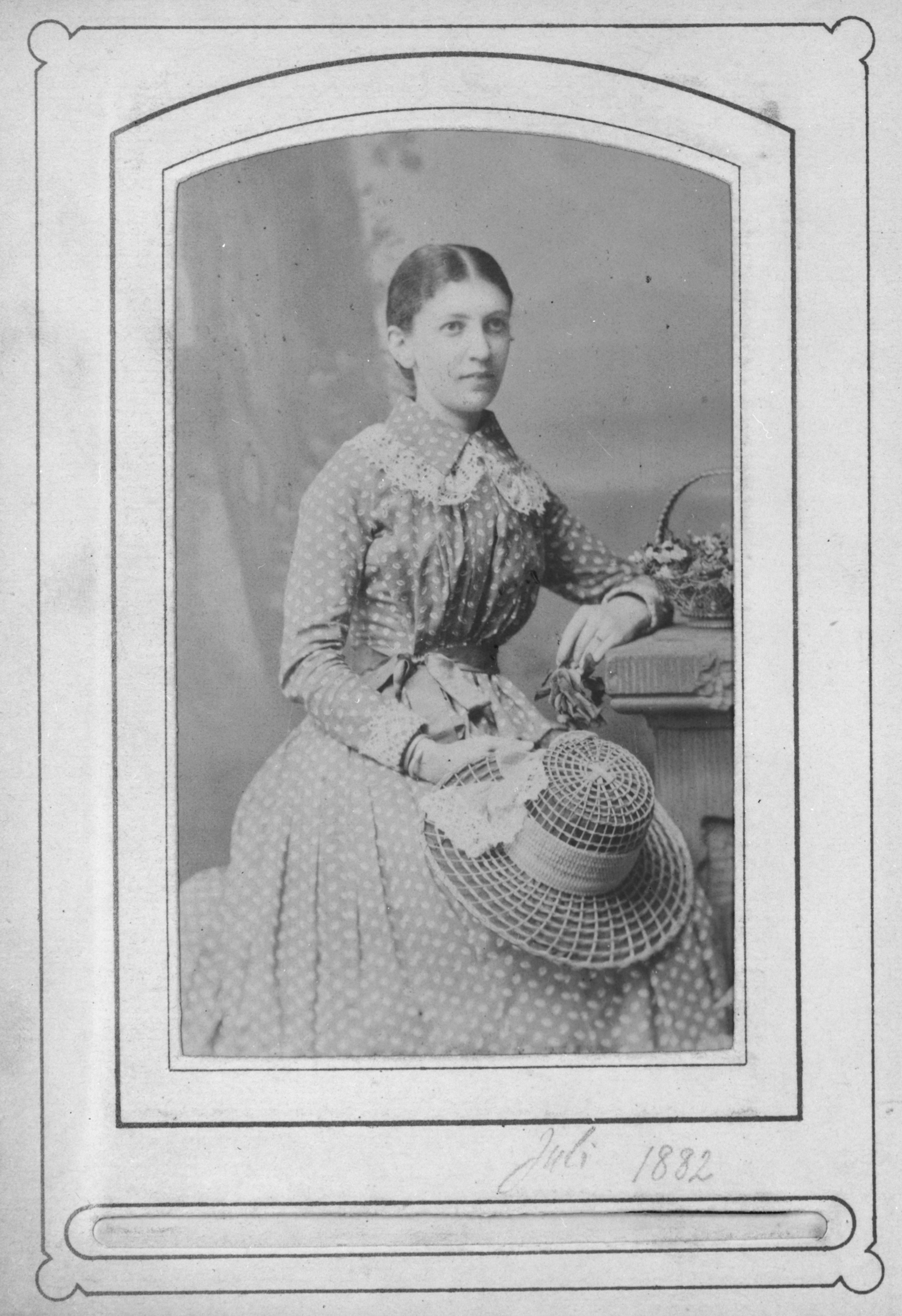
Martha Freud 1882

Martha Freud, geborene Bernays, (* 26. Juli 1861 in Hamburg; † 2. November 1951 in London) war die Ehefrau von Sigmund Freud.

## Leben und Wirken
Martha Freud war eine Enkelin des Hamburger Oberrabbiners Isaak Bernays und eine Tochter von Berman Bernays und dessen Ehefrau Emmeline, geborene Philipp (1830–1910). Berman Bernays handelte in der Hamburger Altstadt mit Weißwaren und verkaufte später Annoncen. Sein Büro befand sich in der Fuhlentwiete 128. Die Wohnung, in der Martha Bernays und vier Jahre später die Schwester Minna geboren wurden, lag Bei den Hütten 61 in der Hamburger Neustadt. Die Familie galt als angesehen und religiös, war jedoch nicht wohlhabend.
Nachdem ihr Vater aufgrund von Wertpapierspekulationen Insolvenz anmelden musste und wegen betrügerischen Bankrotts ein Jahr in Haft verbracht hatte, verließ die Familie 1869 die Hansestadt und zog nach Wien. Nach dem Tod des Vaters 1879 sorgte Bernays Bruder Eli für den Unterhalt der Familie. Martha Bernays erhielt die für höhere Töchter übliche Erziehung. Mitte 1882 lernte sie Sigmund Freud kennen, mit dem sie sich heimlich verlobte. Eine Heirat war zunächst nicht möglich, weil Martha keine Mitgift in die Ehe einbringen konnte und Freud über kein ausreichendes Einkommen verfügte.
1882 zog Martha Bernays mit Mutter und Schwester zurück in den Hamburger Raum, jetzt in die Hamburger Straße 38 in Wandsbek. Hier lebte ein Onkel Martha Bernays, Elias Philip. Nach viereinhalbjähriger Wartezeit heirateten Martha Bernays und Sigmund Freud am 13. September 1886 im Wandsbeker Rathaus in der Königsstraße und einen Tag später nach religiöser Zeremonie. Das Hochzeitsessen in Hirschel's Hotel in der Wexstraße besuchten 14 Gäste. Nach der Hochzeitsreise über Lübeck und Travemünde zog das Paar nach Wien. Hier brachte Martha Freud bis 1895 sechs Kinder zur Welt, darunter 1892 Ernst und 1895 Anna. Da die Praxis Sigmund Freuds zunehmend Beachtung fand und großen Zulauf erhielt, zog Martha Freuds Schwester Minna Bernays in das Haus der Familie, um diese unterstützen zu können. Martha Freud war mit vielen Freudianern bekannt, die das Haus der Familie in der Wiener Berggasse 19 besuchten. Sie galt als loyal, ausgleichend, zurückhaltend und mitverantwortlich für Sigmund Freuds Erfolge.
Nach dem Anschluss Österreichs 1938 emigrierte die Familie nach London, wo Sigmund Freud im September 1939 starb. Nach dem Tod Minna Bernays 1941 lebte Martha Freud zurückgezogen in der englischen Hauptstadt. Von der Öffentlichkeit nahezu unbeachtet, bis auf einen kurzen Nachruf im Internationalen Journal für Psychoanalyse, starb sie dort am 2. November 1951.
Über das Verhältnis ihrer Mutter zur Psychoanalyse befand ihre Tochter Anna Freud: „Meine Mutter hat an meinen Vater geglaubt, nicht an die Psychoanalyse“.
Martha Freud war über ihren Bruder die Tante Edward Bernays, welcher zugleich mütterlicherseits auch Neffe von Sigmund Freud war.

## Briefwechsel Sigmund Freud und Martha Bernays:Brautbriefe
- Sigmund Freud, Brautbriefe. Briefe an Martha Bernays aus den Jahren 1882-1886, hrsg. und Vorwort von Ernst L. Freud, Frankfurt am Main, Fischer Taschenbuch Verlag, 1968, ISBN 3-596-26733-1
- Sigmund Freud, Martha Bernays,
  - Die Brautbriefe, Bd. 1 (Juni 1882-Juli 1883), Sei mein, wie ich mir's denke, Gerhard Fichtner, Ilse Grubrich-Simitis, Albrecht Hirsmüller (Hrsg.), Fischer Verlag, 2011, ISBN  978-3-10-022807-9
  - Unser Roman in Fortsetzungen. Die Brautbriefe Bd. 2, Sigmund Freud, Brautbriefe, Band 2, Herausgegeben von: Gerhard Fichtner, Ilse Grubrich-Simitis,  Albrecht Hirschmüller, Fischer Verlag, 2013, ISBN 978-3-10-022812-3
  - Warten in Ruhe und Ergebung, Warten in Kampf und Erregung, Die Brautbriefe Bd. 3, Sigmund Freud, Brautbriefe, Band 3, Herausgegeben von: Gerhard Fichtner,  Ilse Grubrich-Simitis,  Albrecht Hirschmüller, Fischer Verlag, ISBN 978-3-10-022813-0, 2015
  - Spuren von unserer komplizierten Existenz, Die Brautbriefe Bd. 4, Sigmund Freud, Brautbriefe, Band 4, Herausgegeben von: Gerhard Fichtner,  Ilse Grubrich-Simitis,  Albrecht Hirschmüller, Fischer Verlag, 2019, ISBN 978-3-10-022814-7